# Sturmtief Éowyn

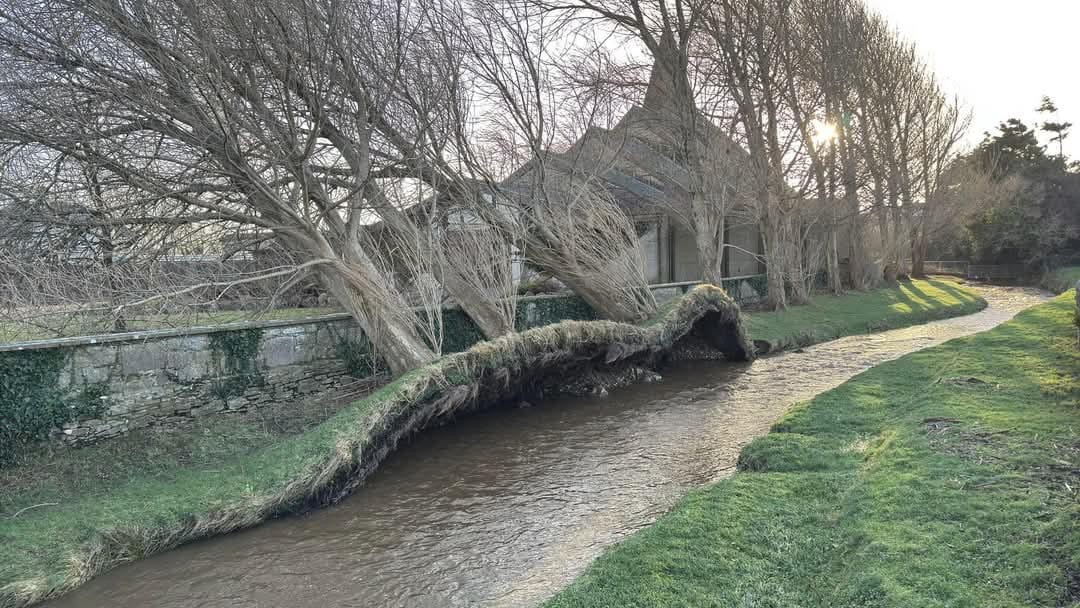
Umgeworfene Bäume als Sturmfolge in Irland

Der Sturm Éowyn (Zyklon) wurde am 21. Januar 2025 durch das britischen Met Office benannt. Einen Tag später wurde er von der Freien Universität Berlin auf den Namen Gilles getauft.
Schon zu Monatsbeginn litt insbesondere Irland unter den Auswirkungen des Tiefs Floriane (Bernd) durch große Schneemengen. Die Aufräumarbeiten währten jedoch nicht lange.

## Verlauf

### 22. Januar
In Irland und im Vereinigten Königreich wurden vor dem Landfall von Éowyn gelbe und rote Wetterwarnungen für weite Landesteile herausgegeben. Am Ende des 22. Januar galt für ganz Irland eine rote Windwarnung, für Nordirland, Nordengland, Nordwales und Südschottland galt eine gelbe Windwarnung.
Für Frankreich gab Meteo France gelbe Windwarnungen für die nördlichen Teile des Landes rund um den Ärmelkanal heraus, mit einer gelben Regenwarnung für die westlichen Teile der Nordküste.

### 23. Januar
Am Morgen des 23. Januar fegte ein starker Tornado durch Dörfer in Cornwall.
Am 23. Januar 2025 wurde um 17:25 Uhr in Nordirland und in Teilen Schottlands um 17:50 Uhr eine priorisierte Notfallwarnung an mobile Geräte gesendet.
In Norwegen wurde noch am 23. Januar 2025 eine gelbe Windwarnung für Westnorwegen herausgegeben.

### 24. Januar
Am 24. Januar wurde gegen 5:00 Uhr morgens am Mace Head in Connemara im County Galway eine vorläufig gemessene Windböe von 183 km/h gemessen, die damit die 1945 gemessene Windbö von 182 km/h übertraf. Die Windgeschwindigkeit führte bei den Messstationen in Ceann Mhása, Belmullet und Markree zu einer Unterbrechung der Datenübermittlung der Wetterinstrumente.
Eine Wellenhöhe von 10,4 Metern wurde an der Küste der Finnis Bouy bei Doolin gemessen.
Alle Flüge von 8 bis 14 Uhr am Irland West Airport wurden gestrichen. Mehrere Flüge am Flughafen Dublin und am Flughafen Shannon wurden gestrichen oder verspätet. Aer Arann und Aran Island Ferries kündigten die Schließung aller Fährdienste an.
Um 9 Uhr morgens waren 815.000 Haushalte und Wirtschaftsunternehmen, insbesondere in Mayo und Galway, ohne Strom und 115.000 Haushalte, hauptsächlich in der Provinz Munster, ohne Wasser. Zahlreiche umgestürzte Bäume waren in der Provinz und den beiden Grafschaften gemeldet worden. Der Connacht GAA Airdome in der Grafschaft Mayo wurde vollständig zerstört.
Ein Auto kollidierte im Norden Dublins mit einem umgestürzten Baum.
Zahlreiche Straßen im County Longford waren wegen umgestürzter Bäume gesperrt.
Alle Reisen von und zur Isle of Man wurden ausgesetzt. Neben dem Flughafen der Isle of Man wurden Bus- und Fährdienste, die Bergstraße Snaefell sowie Schulen und Regierungsbüros geschlossen. Bei rund 100 Haushalten fiel der Strom aus.
In Nordirland waren über 93.000 Haushalte und Unternehmen ohne Strom. In ganz Wales kam es zu weit verbreiteten Stromausfällen. Dabei waren das Ysbyty Gwynedd Krankenhaus in Bangor und die Gemeinden Bethesda, Tregarth, Llanbedr, Blaenau Ffestiniog und Menai Bridge auf Anglesey vom Stromnetz abgehängt.

### 25./26. Januar
Éowyn zog weiter in das Europäische Nordmeer. Beeinflusst durch Éowyn wurden am 25. Januar in der Schweiz an mehreren Messstationen neue Januar-Temperaturrekorde verzeichnet (vgl. Temperaturanomalien im Jahr 2025#Januar). Ab dem 24. Januar ist das Sturmtief Herminia (Ivo) mit geringeren Windgeschwindigkeiten nachgezogen. Es sorgte in der Schweiz vom 27. auf den 28. Januar an zahlreichen Messstationen für 24-Stunden-Januar-Niederschlagsrekorde.